# Canon EOS 40D
La Canon EOS 40D és una càmera rèflex digital de 10.1 megapíxels. És part de la línia de càmeres Canon EOS i segueix a la EOS 30D.
Canon va anunciar la càmera el 20 d'abril d'agost de 2007. La càmera va sortir al mercat al final del mateix mes.

## Descripció i característiques
La 40D té moltes característiques similars a la seva predecessora, la 30D. Això inclou diversos modes de disparament, capacitat de canviar el valor ISO i el balanç de blancs, un flash pop-up, i una pantalla LCD. La pantalla LCD és més gran (3,0"), i té una major resolució (640x480 píxels) que qualsevol model anterior.

La 40D té més píxels (10,1 megapíxels), per tant, major resolució que la seva predecessora, i pot guardar imatges en format RAW i 14 bits.

La càmera té Live View, introduït per primer cop en aquest model, el qual permet als fotògrafs utilitzar la pantalla LCD com visor. La 40D agrega autoenfocament per detecció de rostres i autoenfocament per contrast, el qual elimina la necessitat de baixar el mirall durant l'enfocament automàtic quan s'usa Live View. A causa que el sensor ha d'estar en la posició de bloqueig, el soroll de l'obturador és limitat en aquest mode. La 40D també té un botó dedicat per activar el Live View.
- Sensor CMOS APS-C de 10,1 megapíxels
- Pantalla LCD de 3" VGA
- Mode Live View
- Autoenfocament amb 9 punts tipus creu centrals
- Sistema integrat de neteja Canon EOS
- ISO 100-1600 (3200 amb funció personalitzada)
- Disparament continu fins a 6,5fps (75 imatges (JPEG), 17 imatges (RAW))
- Processador d'imatges DIGIC III
- Muntura Canon EF/EF-S
- Sortida de vídeo PAL/NTSC
- Formats d'arxiu: JPEG, RAW, sRAW1
- Escriptura simultània RAW & JPEG
- Interfaç USB 2.0
- Bateries BP-511/BP-511A o BP-512/BP-514
- Pes 740g

## Millores
Els canvis sobre la 40D inclouen un sensor de major resolució (10,1 megapíxels en lloc de 8,2 megapíxels). El sensor també té un millor control del soroll que els models anteriors. La sensibilitat ISO va fins a 1600 en mode estàndard, i pot ser augmentada a 3200 a través de l'ús d'una funció personalitzada. La velocitat del disparament continu ha incrementat de 5 a 6,5 fotogrames per segon.
La càmera utilitza el nou processador d'imatge DIGIC III, el qual va ser usat per primer cop en l'EOS 1D Mark III, introduïda el mateix any. El processador ofereix una operació més ràpida, la millora del color i un temps d'encès quasi immediat. Un nou sistema de neteja del sensor també es va introduir. La càmera també pot utilitzar el transmissor sense fils d'arxius Canon WFT-E3/E3A.
La 40D té una pantalla de 3" -més gran que la 30D- però la mateixa resolució de 320x240 píxels. Altres addicions en l'EOS 40D inclouen pantalla d'enfocament intercanviable, un botó AF-ON, sistema de netaja de sensor integrat per reducció de pols en el sensor, bandes de goma al voltant de les portes de bateria i memòria CF per un segellat millorat i dos accessoris nous opcionals: una versió amb estabilitzador del 18-55mm i una empunyadura amb bateria amb segellada.